# MIT Daedalus
MIT Daedalus 88 bylo letadlo poháněné lidskou silou postavené na Massachusettském technologickém institutu (MIT, Cambridge, USA), které 23. dubna 1988 uletělo vzdálenost 115,11 kilometrů za 3 hodiny a 54 minut.

## Historie
Koncem sedmdesátých a začátkem osmdesátých let 20. století došlo k velkým pokrokům ve stavbě letadel poháněných lidskou silou. Bylo to nejen díky novým materiálům (lehkým a pevným, bez nichž byly dosavadní konstrukce neúspěšné) a motivaci v podobě Kremerových cen, ale také díky vzájemné rivalitě (především amerických) technologických univerzit, pro něž postavení takového letu schopného letadla bylo prestižní záležitostí. Jednou z univerzit zapojených do tohoto soutěžení byl i Massachusettský technologický institut (MIT), kde vzniklo postupně několik letadel (MIT Burd, MIT Chrysalis, MIT Monarch).
V květnu 1984 získal MIT Monarch první rychlostní Kremerovu cenu a před týmem nyní nebyla žádná další výzva. Bylo tedy rozhodnuto o pokusu přeletět trasu z ostrova Kréta, absolvovanou bájným mytickým řeckým hrdinou Daidalem. Celý konec roku 1984 byl poté věnován analýzám, které měly prokázat proveditelnost tohoto letu. Od dubna 1985 bylo oficiálně započato s projektem "Daedalus". Do dubna 1986 byli sháněni první sponzoři, z řeckých textů zjišťována teoretická trasa bájného hrdiny a kvůli navázání kontaktu s úřady a instalaci meteorologické stanice byla navštívena Kréta.

## Stavba letadla
V rámci projektu Daedalus byla postavena postupně tři letadla:
- Light Eagle (v překladu Lehký orel, familiárně byl označován také jako „Emily“) - jednalo se o prototyp o hmotnosti 42 kilogramů, rozpětí křídla 34,7 m a délce 8,6 m. První let byl absolvován v říjnu 1986. Dne 21. ledna 1987 s ním pilotka Lois McCallin na kalifornském Roger Dry Lake ustanovila v ženské kategorii dosud platné rekordy v ulétnuté vzdálenosti na uzavřené trati (15,44 km), v ulétnuté vzdálenosti na přímé trati (6,83 km) a v době letu (37 minut a 38 sekund). Den poté (22. ledna 1987) s ním pilot Glenn Tremml na stejném místě ustanovil také dosud platný rekord v ulétnuté vzdálenosti na uzavřené trati s hodnotou 58,66 km.

- Daedalus 87 - byl postaven na základě poznatků z testů Light Eagle. Rozměrově zůstal již stejný, hmotnost ale byla díky většímu použití kompozitu z uhlíkových vláken snížena až na 31 kg. Při testech na Roger Dry Lake v únoru 1988 havaroval a byl poškozen. Následně byl znovu postaven jako záložní.

- Daedalus 88 - letoun, se kterým se podařilo dosáhnout rekordu.

Daedalus 88 a Light Eagle jsou nyní součástí sbírky National Air and Space Museum (Národní letecké a kosmické muzeum) při The Smithsonian Institution ve Washington, D.C., USA. Záložní verzi Daedalus 87 lze vidět v Muzeu vědy v Bostonu.

## Rekordní let
26. března 1988 byla všechny tři letadla přepravena řeckým vojenským letectvem na vojenskou základnu v Heraklionu na Krétě, odkud měl být přelet uskutečněn. 
Během předchozích testů se vystřídalo na letadlech 5 možných pilotů (Erik Schmidt, Frank Scioscia, Glenn Tremml, Greg Zack a Kanellos Kanelloppoulos), z nichž byl nakonec vybrán jednatřicetiletý šampinon řeckého mistrovství v silniční cyklistice Kanellos Kanellopoulos. S letadlem Daedalus 88 odstartoval 23. dubna 1988 z vojenské základny a po 3 hodinách, 54 minutách a 115,11 km letu dosáhl ostrova Santorini, kde jej ovšem 6-7 metrů od pobřeží srazila do moře turbulence z rozpálené pláže. Důvodem havárie bylo torzní poškození ocasní části, ke kterému došlo následkem zesílení větru. Letoun se stal neovladatelným a obrátil se přídí vzhůru, poté došlo k poškození křídla. Pilot doplaval na břeh a byla zachráněna i většina letadla. 
I přes zakončení letu havárií byl let uznán jako rekordní jak výdrží ve vzduchu, tak vzdáleností, kterou letoun uletěl. V květnu roku 2009 jsou tyto rekordy stále nepřekonané.

## Zajímavosti
- Projekt stál více než 1 000 000 $.
- Na stavbě Light Eagle strávilo 18 členů týmu více než 15 000 hodin.
- Projekt obsahoval i několikaleté meteorologické měření na Krétě pro zjištění nejvhodnějšího termínu pro pokus o přelet.
- Pro pilota byl vyvinut společností Ethan Nadel speciální energetický nápoj.
- Letoun měl být vybaven "autopilotem" kontrolujícím a vyrovnávajícím náklon letounu a směr letu (aby se pilot mohl koncentrovat pouze na výkon), ten byl ale nespolehlivý a nebyl tedy při rekordním letu použit.

## Hlavní technické údaje
(údaje platí pro Daedalus 87 a 88)
- Rozpětí: 34 m
- Plocha křídla: 29,98 m²
- Délka: 8,6 m
- Výška: ?
- Hmotnost (prázdná): 31 kg
- Hmotnost (s pilotem): 104 kg
- Posádka (a pohon): jeden pilot
- Profil křídla: DAE-11
- Rychlost: 24,8 km/h

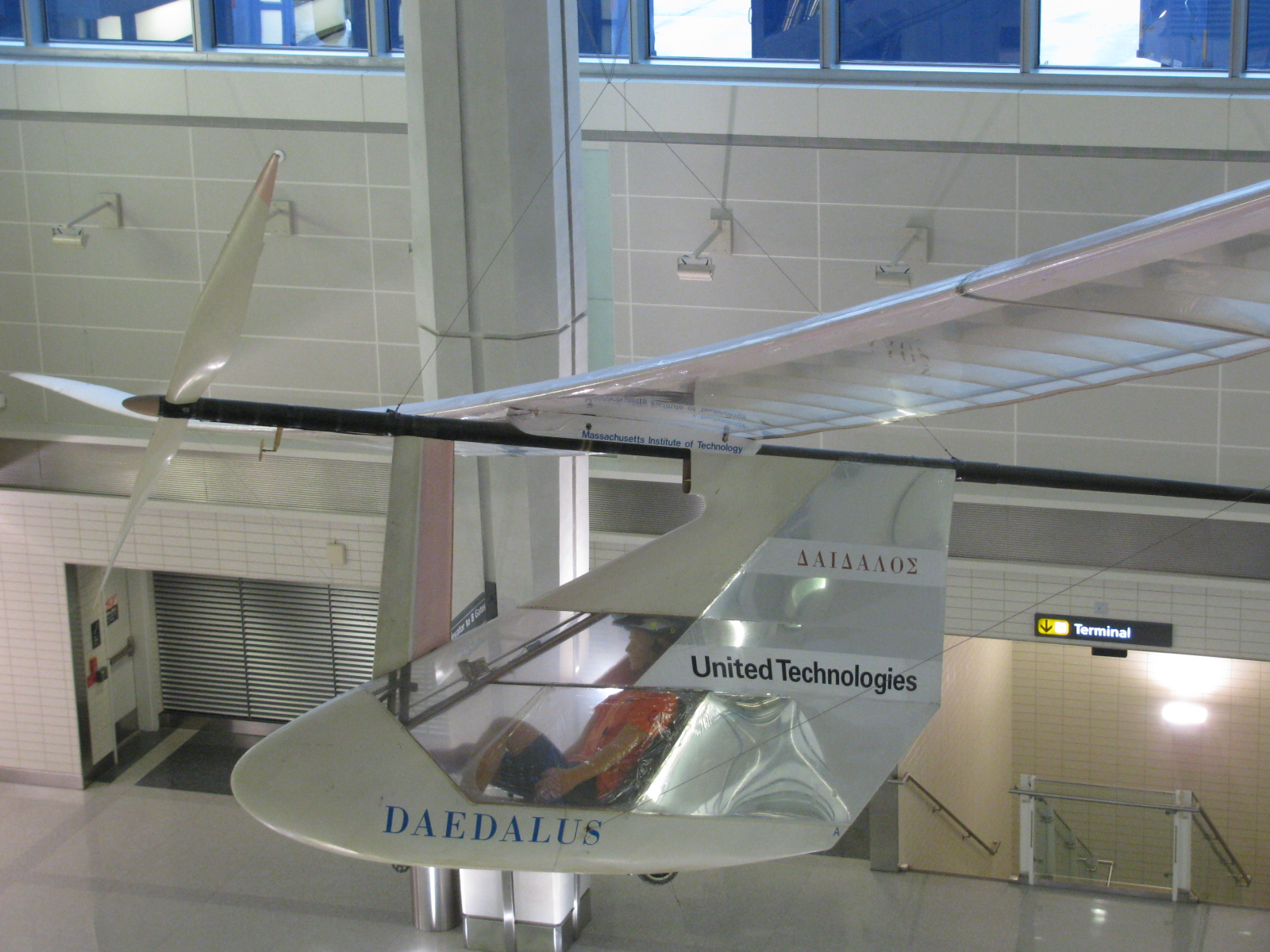
MIT Daedalus

Základními materiály, z nichž bylo letadlo vyrobeno, byly uhlíková vlákna, polyesterová vlákna a hliník.